# استودان شماره ۲ لیرکائید
استودان شماره ۲ لیرکائید مربوط به دوره ساسانیان است و در شهرستان کهگیلویه، بخش چاروسا، روستای لیرکائید واقع شده و این اثر در تاریخ ۲۴ فروردین ۱۳۸۲ با شمارهٔ ثبت ۸۳۳۶ به‌عنوان یکی از آثار ملی ایران به ثبت رسیده است.